# Cosme de Aldana
Cosme de Aldana (Nàpols?, 1538-Milà?, 1601) va ser un cortesà i poeta d'origen extremeny, germà del també poeta Francisco de Aldana.

## Biografia
Va néixer vers 1538, possiblement a Nàpols, fill d'Antonio de Aldana, natural probablement de Guadalcanal, que va estar al servei de Cosme I de Mèdici des de 1554 fins a la seva mort, el 1570, una filiació que havia estat objecte de debat a causa de l'existència de diferents famílies amb el mateix cognom.
Educat a San Miniato, el 1587 es va traslladar a Milà. Des d'allà, el 1590, va viatjar a Madrid, on va romandre durant nou anys. Tradicionalment s'ha considerat la seva obra menor a la del seu germà, els darrers estudis han intentat recuperar-lo i donar-lo a conèixer. Cosme va escriure tant en castellà com en italià per intentar aconseguir un públic el més nombrós possible. Les primeres obres les va escriure a Florència, amb una cançó i un sonet en una Raccolta d'elegies dedicades a Cosme I de Mèdici (1574), uns anys més tard (1578) va publicar Ottavas y canciones espirituales dedicades al protonotari Briceño, la seva obra més reeixida, i un polèmic Discorso contro il volgo adreçat a Francesco de Mèdici, reeditat el 1591 en castellà. Després va publicar un Memorial (1585), del qual no es tenen dades, i el Reconocimiento y llore de pecados a Dios Nuestro Señor (1587), dedicat al cardenal i duc de Mèdici. El mateix any va editar tres volums d'elegies inspirades en el model de temprança italiana.
Després de la mort del seu germà Francisco al Marroc en la batalla d'Alcazarquivir de 1577, va recopilar el que va poder trobar de la seva obra i la va començar publicar en dues parts entre 1589 i 1591.